# 호세 살바도르 알바렌가
호세 살바도르 알바렌가 (José Salvador Alvarenga, 1975년-)는 엘살바도르의 어부이자 작가로, 2012년 11월 17일부터 태평양에서 어선에 몸을 싣고 14개월간 표류한 끝에 2014년 1월 30일 36~37세의 나이로마셜 제도에서 발견되었다. 그는 주로 날생선, 거북이, 작은 새, 상어, 빗물 등을 먹고 마시며 생존했다. 그는 1월 30일 에본 환초의 일부인 작은 섬인 타일 섬 해변으로 헤엄쳐갔다. 현지인 에미 리보크메토와 러셀 라이키드릭은 그가 나체 상태로 칼을 쥐고 스페인어로 소리 지르는 것을 발견했다. 그는 2월 10일 엘살바도르의 가족 집으로 비행기를 타기 전 마주로의 병원에서 치료를 받았다.
알바렝가의 이야기는 처음에는 회의론자들의 비판에도 불구하고 전 세계적으로 크게 보도되었다. 그는 기록된 역사상 작은 배에서 1년 이상 표류하여 생존한 첫 번째 인물이다.

## 초기 및 개인 생활
알바렝가는 엘살바도르 아우아차판의 가리타 팔메라에서 호세 리카르도 오렐라나와 마리아 훌리아 알바렝가 사이에서 태어났다. 그의 아버지 오렐라나는 마을에서 제분소와 상점을 소유하고 있다. 알바렝가에게는 그의 부모님과 함께 가리타 팔메라에서 자란 딸과 미국에 사는 몇몇 형제들이 있다. 그는 2002년 멕시코로 떠나 4년 동안 어부로 일했으며, 한때 빌레르미노 로드리게스 밑에서 일했다. 구조 당시 그는 8년 동안 가족과 연락이 닿지 않았다.

## 항해
2012년 11월 17일, 알바렝가는 멕시코 치아파스주 해안의 피히히아판 근처 어촌 코스타 아술을 떠났다. 숙련된 선원이자 어부인 그는 30시간 동안 심해 낚시를 할 예정이었고, 상어, 청새치, 돛새치를 잡기를 희망했다. 평소 낚시 동반자는 함께할 수 없어서, 그는 이전에 한 번도 대화해본 적 없고 성도 모르는 미숙한 23세의 에제키엘 코르도바를 대신 데려갔다.
출항 직후, 그들의 배는 길이 7미터(23피트)의 상부가 없는 유리섬유 스킷으로, 단일 선외 모터와 물고기 보관용 냉장고 크기의 아이스박스가 장착되어 있었다. 이 배는 5일간 지속된 폭풍에 휩쓸려 방향을 잃었고, 그 과정에서 모터와 대부분의 휴대용 전자기기가 손상되었다. 그들은 거의 500 킬로그램 (1,100 lb)의 신선한 생선을 잡았지만, 악천후 속에서 배를 조종하기 위해 모두 버려야 했다. 알바렝가는 양방향 무전기로 상사에게 전화하여 도움을 요청했으나, 무전기 배터리가 방전되었다. 돛도 노 (도구)도, 닻도, 항해 등도, 그리고 해안과 연락할 다른 방법도 없어서 배는 망망대해를 표류하기 시작했다. 대부분의 낚시 장비도 폭풍에 유실되거나 손상되어 기본적인 보급품과 소량의 음식만 남았다.
알바렝가의 고용주가 조직한 수색대는 실종된 남성들의 흔적을 찾지 못했고, 시야가 좋지 않아 이틀 만에 수색을 포기했다. 날이 갈수록 그들은 나타나는 모든 자원에서 음식을 찾아야 했다. 알바렝가는 맨손으로 물고기, 거북이, 해파리, 바닷새를 잡았고, 가끔 물 위에 떠다니는 음식 조각이나 플라스틱 바다 쓰레기를 건져냈다. 가능할 때는 빗물을 모아 마셨지만, 더 자주 거북이 피나 자신의 오줌을 마셔야 했다. 알바렝가는 자주 좋아하는 음식과 부모님을 꿈꿨다.
알바렝가에 따르면 코르도바는 항해 4개월쯤 날것을 먹고 병에 걸린 후 모든 희망을 잃었고, 결국 먹기를 거부하여 굶주림으로 사망했다. 알바렝가는 코르도바가 죽은 후 나흘 동안 자살을 생각했지만, 그의 기독교 신앙이 이를 막았다고 말했다. 그는 코르도바가 죽은 후 자신의 시체를 먹지 않겠다고 약속하게 했고, 그래서 배에 두었다고 말했다. 그는 때때로 시체에 말을 걸었고 6일 후, 미쳐가는 것을 두려워하여 시체를 바다에 버렸다.
알바렝가는 수많은 대양 횡단 컨테이너선을 보았지만 도움을 요청할 수 없었다고 보고했다. 그는 달의 위상 변화를 세어 시간을 기록했다. 15번째 삭망월을 센 후, 그는 육지를 발견했다: 작고 황량한 작은 섬이었는데, 이는 마셜 제도의 외딴 구석으로 밝혀졌다. 2014년 1월 30일, 그는 배를 버리고 해변으로 헤엄쳐갔고, 그곳에서 현지 부부가 소유한 해변가 주택을 발견했다. 알바렝가의 여정은 438일 동안 지속되었다.
그의 항해 거리는 5,500 to 6,700 마일 (8,900 to 10,800 km)로 다양하게 계산되었다. 일부 신문은 처음에 알바렝가의 15개 이상의 삭망월 수를 16개월로 보도했지만, 결국 13개월로 정정했다. 마셜 제도의 외교 차관 대행인 지 빙(Gee Bing)에 따르면, 알바렝가의 혈압이 유난히 낮았던 것을 제외하고는 모든 활력 징후가 "좋았다". 빙은 또한 알바렝가가 발목이 부어 있었고 걷는 데 어려움을 겪었다고 말했다. 2월 6일, 그를 치료하던 의사는 그의 건강이 전날부터 "악화"되었으며, 탈수 치료를 위해 정맥 주사를 받고 있다고 보고했다.

### 반응

#### 가족
수년간 그와 연락이 닿지 않았던 알바렝가의 부모는 그가 실종되기 훨씬 전부터 죽었을까 봐 걱정했지만, 그가 살아있다는 사실을 알고 매우 기뻐했다. 그의 아버지는 그가 실종되어 있는 동안 아들을 위해 기도했다고 말했다. 그의 딸은 아버지가 발견되었다는 소식을 듣고, 아버지가 돌아오면 "가장 먼저 할 일은 그를 안고 키스하는 것"이라고 말했다.

#### 초기 의구심과 지지
작은 배로 바다에서 그렇게 오래 생존했다는 이야기는 믿기지 않아 여러 논평가들이 알바렝가의 이야기에 의구심을 표했지만, 조사관들은 몇 가지 기본적인 사실을 확인할 수 있었다. 그가 사용했던 배의 주인인 세사르 카스티요는 "그렇게 오래 살아남는 것은 믿을 수 없다. 괴혈병이라도 걸리지 않고 6~7개월 이상 버티는 것은 어렵다고 생각한다"고 말했다. 그러나 듀크 대학교의 클로드 피안타도시(Claude Piantadosi)는 인터뷰에서 새와 거북이의 신선한 고기에는 비타민 C가 함유되어 있으며, 알바렝가가 주장하는 것처럼 많이 섭취하면 "괴혈병을 예방할 충분한 비타민 C를 제공할 것"이라고 말했다. 가디언은 2012년 11월 17일 이 지역에서 어선이 실종되었다는 정보를 받은 치아파스 구조대원 하이메 마로킨을 찾았다. 공식 보고서는 두 어부를 시릴로 바르가스와 에제키엘 코르도바로 확인했으며, 둘 다 30대였다고 명시했다. 마로킨은 또한 배의 소유주에 따르면 바르가스는 엘살바도르에서 태어났다고 밝혔다. 현지 당국은 처음에는 바르가스와 코르도바를 수색했지만, 짙은 안개와 악천후를 이유로 이틀 만에 수색을 중단했다. 2012년 보고서에 나온 어부들의 이름과 알바렝가 및 코르도바의 이름 간의 불일치에 대해 CBS 뉴스는 "멕시코에서는 종종 그런 실수로 기록이 제출된다"고 보도했다. 내셔널 포스트가 보도한 바와 같이 알바렝가의 부모는 멕시코에서 아들이 "시릴로"로 알려져 있었다고 확인하면서 또 다른 설명을 제공했다.
마셜 제도 주재 미국 대사인 톰 암브루스터는 누군가가 13개월 동안 바다에서 생존하는 것이 불가능해 보이지만, "아무도 모르게 에본에 도착하는 것이 어떻게 가능한지 상상하기 어렵다. 이 사람은 분명히 시련을 겪었고, 한동안 바다에 있었다"고 인정했다. 마셜 제도 주재 미국 대사관의 노먼 바스(Norman Barth)도 마주로에 도착한 알바렝가를 처음 심문했으며 그가 진실을 말하고 있다고 판단했다. 또한 뉴사우스웨일스 대학교의 해양학자 에릭 반 세빌(Erik van Sebille)은 해류가 멕시코에서 마셜 제도까지 배를 운반하는 것이 전적으로 가능하다고 말했다. 그는 또한 그러한 여행이 약 18개월이 걸릴 것이라고 추정했지만, 13개월도 여전히 가능성이 있다고 말했다. 그의 주장을 뒷받침하는 추가적인 증거는 하와이 대학교 연구원들의 연구에서 나왔는데, 이 연구는 바람과 해류 조건을 기반으로 멕시코 태평양 연안에서 출발한 배가 취할 수 있는 경로를 모델링하여, 알바렝가가 실제로 상륙한 에본에서 "120마일 이내"에 도착할 것이라고 결론지었다. 2014년 4월, 알바렝가의 변호사는 기자회견에서 그가 항해에 대한 질문을 받는 동안 거짓말 탐지기 테스트를 통과했다고 밝혔다.

## 구조 후의 삶
병원에서 11일간 치료를 받은 후, 알바렝가는 엘살바도르로 돌아갈 만큼 건강해졌다고 판단되었다. 그러나 그는 빈혈 진단을 받았고, 수면 장애와 물에 대한 공포증을 겪었다. 2015년, 그는 저널리스트 조너선 프랭클린에게 자신의 시련에 대해 일련의 인터뷰를 했고, 프랭클린은 나중에 이 이야기를 438 Days: An Extraordinary True Story of Survival at Sea라는 책으로 썼다.
438 Days가 출간된 직후, 코르도바의 가족은 알바렝가가 살아남기 위해 그들의 친척을 식인했다고 비난하며 1,000,000달러를 요구하는 소송을 제기했다. 알바렝가는 코르도바에게 그를 먹지 않겠다고 약속했다고 말했지만 말이다. 알바렝가의 변호사는 이 비난을 부인했다.

## 같이 보기
- 두걸 로버트슨
- 바다에서 의문스럽게 사라진 사람 목록
- 헤수스 비다냐
- 모리스와 마릴린 베일리
- 로즈-노엘
- 푼림

## 문학
- 조너선 프랭클린: 438 Days: An Extraordinary True Story of Survival at Sea, New York, 2016. (탐사 저널리스트가 쓴 호세 살바도르 알바렝가의 이야기)
- 폴 린치: ‘Beyond the Sea’, London, 2021.